# Canthophorus impressus
Canthophorus impressus  este o specie montană de ploșnițe din familia Cydnidae, cu o distribuție eurosiberiană. În România a fost găsită la Sinaia, Munții Bucegi (jud. Prahova), Geaca, Băișoara (jud. Cluj), Izvoru Mureșului (jud. Harghita). De obicei trăiește pe măciulie (Thesium alpinum).

## Răspândire geografică
Are o distribuție eurosiberiană.
A fost găsită în Albania, Armenia, Austria, Bulgaria, Croația, Republica Cehă, Franța, Germania, Ungaria, Italia, Kazakhstan, Macedonia, Republica Moldova, Mongolia, Polonia, România, Rusia (teritoriul european central și de sud, vestul și estul Siberiei), Slovacia, Slovenia , Elveția, Ucraina, Iugoslavia.